# Die Weihnachtsgans Auguste (Märchen)
Die Weihnachtsgans Auguste ist eine märchenhafte Erzählung von Friedrich Wolf, die von ihm im Jahr 1946 verfasst wurde. Sie erschien 1951 in dem Buch Bummi – Tiergeschichten für große und kleine Kinder im Aufbau-Verlag, Berlin, mit Illustrationen von Ludwig Nawrotzky. Später folgten weitere Ausgaben im Aufbau-Verlag, so 1993 mit Illustrationen von Johannes K. G. Niedlich.

## Handlung
Der Kammersänger Luitpold Löwenhaupt kauft für das bevorstehende Weihnachtsfest eine lebende Gans, aus der durch Mästung ein schöner, fetter Weihnachtsbraten werden soll. Doch seine drei Kinder Elli, Gerda und Peter („Peterle“) gewinnen das Tier schnell lieb. Sie nennen die Gans „Auguste“ („Gustje“) und holen sie aus dem Keller – wo sie in einer Kiste untergebracht ist – ins Kinderzimmer. Die märchenhafte Komponente besteht darin, dass die Gans in der Lage ist, in einem plattdeutschen Dialekt zu sprechen. Löwenhaupt besteht aber darauf, dass die Gans für das Fest zubereitet werden soll, immerhin habe er sie ausschließlich für diesen Zweck gekauft. Nach einem gescheiterten Versuch, die Gans Auguste gewaltsam zu töten, kommt er auf die Idee, sie mit Veronal einzuschläfern. Als die Gans bereits gerupft ist, kommt sie aber wieder zu Bewusstsein und wird gerettet. Sie erhält nun für sie extra angefertigte Strickpullover, da sie keine Federn mehr hat. Eine Tötung steht nicht mehr zu Debatte und Gustje bleibt dauerhaft in der Familie.

## Dramatisierungen
Nach der etwa sechs Druckseiten umfassenden Erzählung Friedrich Wolfs wurde zunächst 1959 ein Hörspiel im Rundfunk der DDR produziert, das auch in mehreren Auflagen auf Langspielplatte veröffentlicht wurde. Eine frühe filmische Umsetzung erfuhr der Stoff 1964 mit Peterle und die Weihnachtsgans Auguste, dem Diplomfilm, mit dem der Regisseur Rainer Simon sein Studium an der damaligen Deutschen Hochschule für Filmkunst abschloss. Es folgten 1974 eine musikdramatische Umsetzung von Günter Neubert, 1979 ein Fernsehspiel des Fernsehens der DDR, 1985 der Puppentrickfilm von Günter Rätz sowie 1988 der ebenfalls für das Fernsehen der DDR produzierte Kinderfilm Die Weihnachtsgans Auguste von Bodo Fürneisen, der bis in die Gegenwart sehr populär ist.